# Киндешть (комуна, Нямц)
Киндешть, Киндешті (рум. Cândești) — комуна у повіті Нямц в Румунії. До складу комуни входять такі села (дані про населення за 2002 рік):
- Беркенешть (657 осіб)
- Ведуреле (1241 особа)
- Драгова (275 осіб)
- Киндешть (1602 особи)
- Педурень (252 особи)
- Цирденій-Міч (155 осіб)

Комуна розташована на відстані 256 км на північ від Бухареста, 27 км на південний схід від П'ятра-Нямца, 90 км на південний захід від Ясс, 140 км на північний схід від Брашова.

## Населення
За даними перепису населення 2002 року у комуні проживали 4182 особи, усі — румуни. Усі жителі комуни рідною мовою назвали румунську.
Склад населення комуни за віросповіданням:
| Релігія       | Кількість осіб | Відсоток |
| ------------- | -------------- | -------- |
| православні   | 4140           | 99,0%    |
| старообрядці  | 11             | 0,3%     |
| п'ятдесятники | 2              | < 0,1%   |

## Зовнішні посилання
- Дані про комуну Киндешть на сайті Ghidul Primăriilor [Архівовано 6 Жовтня 2010 у Wayback Machine.]